# Текуч (річка)
Текуч — річка в Україні, права притока річки Жеребець, у Сватівському районі Луганської області.

## Опис
Річка завдовжки 12 км. Площа водозбірного басейну 45 км². Похил 2,3 м/км. Витік річки починається в селі Греківка. Напрям течії на південь, ближче до гирла повертає на схід. В околицях села Макіївка впадає в річку Жеребець.